# Carlos Valadares
Luiz Carlos Valadares (Belo Horizonte, 7 de fevereiro de 1946 — Lagoa Santa, 1 de janeiro de 2012) foi um repórter, jornalista, narrador esportivo, publicitário e apresentador brasileiro. Ficou celebrizado pelos seus bordões "Ora, ora, ora!", "Balançando a roseira" e "Sem coré-coré" nos jogos de futebol e nas lutas livres que narrava.

## Carreira
Em seu início de carreira, trabalhou nas rádios Inconfidência e Itatiaia, onde liderou a primeira equipe radiofônica mineira a fazer cobertura própria de uma Copa do Mundo, em 1974, na Alemanha Ocidental, tendo com ele nomes como Haroldo de Souza, que faria sucesso no rádio gaúcho anos mais tarde.
Em 1978, migrou para a Rede Globo, onde cobriu as Copas de 1978 na Argentina, e 1982, na Espanha, além de alguns Grandes Prêmios de Fórmula 1. Na emissora carioca, em 1979, ainda fez uma das mais clássicas reportagens da história do futebol mineiro, ao cobrir o feito de Nelinho, que chutou a bola para fora do Mineirão. Valadares cobriu ainda mais quatro Mundiais: 1986 no México, pelo pool SBT-Record; 1990 na Itália e 1994 nos Estados Unidos, pelo SBT; e 1998 na França, pela Rede Record.
Carlos Valadares também ficou conhecido por ser apresentador e narrador de luta profissional. Fez o programa "Campeões do Ringue" na Rede OM (atual CNT) entre 1992 e 1993 e na Rede Record, entre 1996 e 1998. Também narrou, ao lado do wrestler Bob Léo, lutas da "World Wrestling Federation" (atual WWE), exibidas com muito sucesso na faixa esportiva "A Grande Jogada", na Rede Manchete, entre 1994 e 1995.
Em 1996, transmitiu os Jogos Olímpicos de Verão, em Atlanta, pela RecordTV, ao lado de nomes como Luis Alfredo, Eli Coimbra, Silvio Lancelotti, Mario Sérgio. 
Em 2000, após transmitir um amistoso Fla-Flu no início do ano, Valadares deixou a Record, chegando a passar, na sequência, pela Band Minas e pela Net BH. Mudou-se para Lagoa Santa, onde abriu sua estação de rádio, a Super FM 107,9 e lançou na internet o seu portal próprio, o Rede Momento.
Com graves problemas respiratórios, Carlos Valadares ficou cerca de dois meses internado no Hospital Madre Teresa, em Lagoa Santa, falecendo no primeiro dia de 2012, aos 65 anos.